# Diócesis de Evinayong
La diócesis de Evinayong (en latín: Dioecesis Evinayongensis) es una circunscripción eclesiástica de la Iglesia católica en Guinea Ecuatorial. Se trata de una diócesis latina, sufragánea de la archidiócesis de Malabo. Desde el 1 de abril de 2017 su obispo es Calixto Paulino Esono Abaga Obono.

## Territorio y organización
La diócesis tiene 9988 km² y extiende su jurisdicción sobre los fieles católicos de rito latino residentes en la provincia Centro Sur.
La sede de la diócesis se encuentra en la ciudad de Evinayong, en donde se halla la Catedral de San José.
En 2021 en la diócesis existían 17 parroquias.

## Historia
La diócesis fue erigida el 1 de abril de 2017 con la bula Ad augendam christifidelium del papa Francisco, tomando el territorio de la diócesis de Bata.

## Estadísticas
Según el Anuario Pontificio 2022 la diócesis tenía a fines de 2021 un total de 100 560 fieles bautizados.
| Año                                                                             | Población            | Población | Población      | Sacerdotes | Sacerdotes    | Sacerdotes    | Bautizados por sacerdote | Diáconos permanentes | Religiosos | Religiosos | Parroquias |
| Año                                                                             | Bautizados católicos | Total     | % de católicos | Total      | Clero secular | Clero regular | Bautizados por sacerdote | Diáconos permanentes | Varones    | Mujeres    | Parroquias |
| ------------------------------------------------------------------------------- | -------------------- | --------- | -------------- | ---------- | ------------- | ------------- | ------------------------ | -------------------- | ---------- | ---------- | ---------- |
| 2017                                                                            | 50 000               | 71 590    | 69.8           | 26         | 18            | 8             | 1923                     |                      |            | 31         | 13         |
| 2019                                                                            | 93 700               | 105 200   | 89.1           | 26         | 22            | 4             | 3603                     |                      | 13         | 25         | 17         |
| 2021                                                                            | 100 560              | 113 150   | 88.9           | 26         | 22            | 4             | 3867                     |                      | 13         | 25         | 17         |
| Fuente: Catholic-Hierarchy, que a su vez toma los datos del Anuario Pontificio. |                      |           |                |            |               |               |                          |                      |            |            |            |

## Episcopologio
- Calixto Paulino Esono Abaga Obono, desde el 1 de abril de 2017